# Indohya pusilla
Espèce
Indohya pusilla est une espèce de pseudoscorpions de la famille des Hyidae.

## Distribution
Cette espèce est endémique du Kimberley en Australie-Occidentale. Elle se rencontre vers Prince Frederick Harbour.

## Description
Le mâle holotype mesure 0,98 mm et la femelle paratype 1,05 mm.

## Publication originale
- Harvey, 1993 : The systematics of the Hyidae (Pseudoscorpionida: Neobisioidea). Invertebrate Taxonomy, vol. 7, no 1, p. 1-32.